# Anton Mayer
Anton Mayer fou un compositor austríac que visqué a mitjans del segle xviii. Després d'haver residit a París i Londres, fou mestre de capella a Colònia. Va compondre les òperes Damète et Zulmis i Apollon et Daphné, estrenades en l'Òpera de París, i les òperes en alemany Das Irrlicht i Die Lufthagel. A més, va escriure, els balls d'espectacle Marlborong i Die Becker, i tres trios brillants per a instruments de corda, impreses aquestes últimes composicions a Bonn.